# Паракуельйос-де-Харама
Паракуельйос-де-Харама (ісп. Paracuellos de Jarama) — муніципалітет в Іспанії, у складі автономної спільноти Мадрид. Населення — 16 219 осіб (2010).
Муніципалітет розташований на відстані близько 17 км на північний схід від Мадрида.
На території муніципалітету розташовані такі населені пункти: (дані про населення за 2010 рік)
- Бельвіс-де-Харама: 307 осіб
- Паракуельйос-де-Харама: 12943 особи
- Ель-Авалон: 9 осіб
- Лос-Беррокалес-дель-Харама: 898 осіб
- Ла-Гранха / Ель-Крусе: 1916 осіб
- I.N.T.A.: 146 осіб

## Демографія
Динаміка населення (INE ):